# Antônio José da Silva Filho
Antônio José da Silva Filho (Olinda, 18 mei 1959) is een voormalig Braziliaanse voetballer en trainer, bekend onder zijn spelersnaam Biro-Biro. 

## Biografie
Biro-Biro begon zijn carrière in 1977 bij Sport en won er meteen het Campeonato Pernambucano mee. In 1978 maakte hij de overstap naar Corinthians, waarvoor hij tien jaar zou spelen. Met de club won hij vier keer het Campeonato Paulista. In 1982 scoorde hij in de finale om de titel twee keer tegen São Paulo waardoor de titel binnen was. Nadat hij nog voor verscheidene grotere clubs speelde ging hij in 1993 voor Remo spelen, waarmee hij twee keer op rij het Campeonato Paraense won. 
Na zijn spelerscarrière werd hij trainer. 